# Itapirapuã (ort)
Itapirapuã är en ort i Brasilien.   Den ligger i kommunen Itapirapuã och delstaten Goiás, i den centrala delen av landet, 290 km väster om huvudstaden Brasília. Itapirapuã ligger 351 meter över havet och antalet invånare är 7 923.
Terrängen runt Itapirapuã är platt. Runt Itapirapuã är det glesbefolkat, med 10 invånare per kvadratkilometer..
Omgivningarna runt Itapirapuã är en mosaik av jordbruksmark och naturlig växtlighet.